# Wieseria leptura
Wieseria leptura is een rondwormensoort uit de familie van de Oxystominidae. De wetenschappelijke naam van de soort is voor het eerst geldig gepubliceerd in 1972 door Vitiello.